# Pan American Hockey Federation
La Pan American Hockey Federation (PAHF, letteralmente Federazione pan americana di hockey) è l'organismo di governo delle Americhe per lo sport dell'hockey su prato, conosciuto semplicemente come hockey in molti paesi.
La federazione ha sede a Ottawa e ha come presidente il venezuelano Antonio von Ondarza.

## Membri
Nella PAHF ci sono 26 membri, in cooperazione per promuovere e sviluppare lo sport.
| Antille Olandesi | Argentina             | Bahamas     | Barbados          | Bermuda |
| Brasile          | Canada                | Cile        | Costa Rica        | Cuba    |
| Ecuador          | El Salvador           | Giamaica    | Guatemala         | Guyana  |
| Isole Cayman     | Messico               | Panama      | Paraguay          | Peru    |
| Puerto Rico      | Repubblica Dominicana | Stati Uniti | Trinidad & Tobago | Uruguay |
| Venezuela        |                       |             |                   |         |

## Competizioni
- Pan American Cup
- Giochi panamericani
- Giochi centramericani e caraibici
- South American Championship
- Indoor Pan American Cup